# Caramella: Revista de música i cultura popular
Caramella, amb subtítol inclòs Caramella: Revista de música i cultura popular, és una revista semestral de música i cultura popular nascuda l'any 1999 per a la divulgació i d'intercanvi entre estudiosos, entitats, músics i públic interessats en la cultura i música popular catalana. És un projecte editorial com a marc d'intercanvi d'experiències en el camp de la música tradicional i també del patrimoni etnològic. Cada número de la revista està dedicat a un tema monogràfic en què col·laboren estudiosos d'arreu dels Països Catalans. Es tracta d'una iniciativa de tres entitats: Carrutxa, Solc i Associació Tramús, Tradició i Música, les quals han treballat històricament vinculades als territoris on estan ubicades: Baix Camp i Priorat, Lluçanès i Horta de València, respectivament. El crític musical i estudiós de la música i cultura popular Josep Vicent Frechina n'és el coordinador. Forma part de l'APPEC.